# Pachypterygium
Pachypterygium é um género botânico pertencente à família Brassicaceae.

## Espécies
| - Pachypterygium afghanicum - Pachypterygium brevipes - Pachypterygium densiflorum - Pachypterygium echinatum - Pachypterygium heterotrichum - Pachypterygium lamprocarpum - Pachypterygium leptoloma | - Pachypterygium macranthum - Pachypterygium microcarpum - Pachypterygium multicaule - Pachypterygium praemontanum - Pachypterygium stelligerum - Pachypterygium stocksii |